# Turistická značená trasa 4272
 Turistická značená trasa 4272 je 5,5 km dlouhá zeleně značená trasa Klubu českých turistů v okrese Semily spojující Rezek se sedlem pod Dvoračkami. Její převažující směr je severní. Trasa se nachází na území Krkonošského národního parku.

## Průběh trasy
Turistická trasa má svůj počátek v osadě Rezek v sedle Vlčího hřebenu jehož východním úbočím je vedena. Zde se nachází rozcestí s průchozí modře značenou trasou 1805 z Jablonce nad Jizerou k přehradě Labská a výchozí žlutě značenou trasou 7308 do Rokytnice nad Jizerou. Trasa v celé délce sleduje asfaltovou tzv. Exkurzní cestu. Luční enklávu opouští stoupáním severovýchodním směrem, poté se stáčí na severozápad a sever a přibližně sleduje vrstevnici s nadmořskou výškou 890 m. Postupně se takto dostane až na dno údolí Kozelského potoka, kde se nachází rozcestí se zde končící žlutě značenou trasou 7221 z údolí Jizerky. Trasa 4272 odtud již stoupá proti proudu potoka až k jeho soutoku s Hlubokou strouhou, kde se prudce stáčí k jihovýchodu a vystoupá do sedla pod Dvoračkami, kde končí na rozcestí opět s trasou 7308 přicházející sem po západním úbočí Vlčího hřebenu, červeně značenou trasou 0439 z Vysokého nad Jizerou k prameni Labe a zde končící modře značenou trasou 1895 z Rokytnice nad Jizerou.

## Historie
Trasa byla v minulosti o mnoho delší. Její počátek byl původně v Jablonci nad Jizerou, úsek do Bratrouchova je dnes přeznačen na část modře značené trasy 1805. Dále vedla přes vrch Hejlov a dále po silnici II/294 na Rezek.